# Puškinskaja (metropolitana di Mosca)
Puškinskaja in russo Пушкинская? è una stazione della Metropolitana di Mosca, situata sulla Linea Tagansko-Krasnopresnenskaja. Fu inaugurata il 17 dicembre 1975 insieme a Kuzneckij Most come segmento di unione tra le linee Ždanovskaja e Krasnopresnenskaja.

## Storia
Come la fermata vicina, si tratta di una stazione a volta con pilastri, cosa che non veniva realizzata a Mosca sin dagli anni cinquanta. Probabilmente si tratta della più bella stazione della linea; gli architetti Vdovin e Baženov si sforzarono di farla apparire come un ambiente classico del XIX secolo. Il corridoio centrale è illuminato da lampadari in stile XIX secolo; le colonne, coperte da marmo bianco Koelga, sono decorate con foglie in rilievo e le mura in marmo grigio sono decorate con oggetti che si rifanno alle opere del grande poeta russo Aleksandr Puškin. Il capolavoro è completato dal pavimento in granito grigio. Architetturalmente, la stazione pose fine alla politica di economia funzionale degli anni sessanta e vinse la battaglia contro l'idea di Nikita Chruščëv, che si era posta contro gli "extra" decorativi lasciando le stazioni del 1958 e 1959 alterate nel loro design.
L'ingresso originale della stazione, con il suo magnifico soffitto con alluminio anodizzato (architetti Demčinskij e Kolesnikova), è situato sotto Piazza Puškin, il centro della vita notturna moscovita, ed è collegato tramite sottopassaggi con la piazza e con via Tverskaja. Nel 1979 fu unita alla stazione Gor'kovskaja (oggi Tverskaja) della Linea Zamoskvoreckaja. Il lato opposto era decorato con un busto del grande poeta (architetto: Šmakov), ma nel 1987 venne aperto un passaggio verso l'ingresso sotterraneo della stazione Čechovskaja della Linea Serpuchovsko-Timirjazevskaja. Il busto fu spostato nell'ingresso unico costruito nell'edificio del giornale Izvestija sul Viale Strastnoi.
Il punto di interscambio, conosciuto in origine con i nomi dei tre poeti e scrittori (Aleksandr Puškin, Maksim Gor'kij, Anton Čechov), cambiò nome nel 1991, quando Ulica Gor'kova cambiò nome in Tverskaja, cosa che avvenne quindi anche per la stazione metropolitana. Puškinskaja sostiene un carico di passeggeri che ammonta a 46.770 persone che accedono quotidianamente attraverso i suoi accessi, 170.000 persone che accedono tramite Tverskaja e 212.000 attraverso Čechovskaja.